# Stemodia foliosa
Stemodia foliosa är en grobladsväxtart som beskrevs av George Bentham. Stemodia foliosa ingår i släktet Stemodia och familjen grobladsväxter. Inga underarter finns listade i Catalogue of Life.